# Prasinocyma floresaria
Prasinocyma floresaria är en fjärilsart som beskrevs av Walker 1866. Prasinocyma floresaria ingår i släktet Prasinocyma och familjen mätare. Inga underarter finns listade i Catalogue of Life.

## Bildgalleri

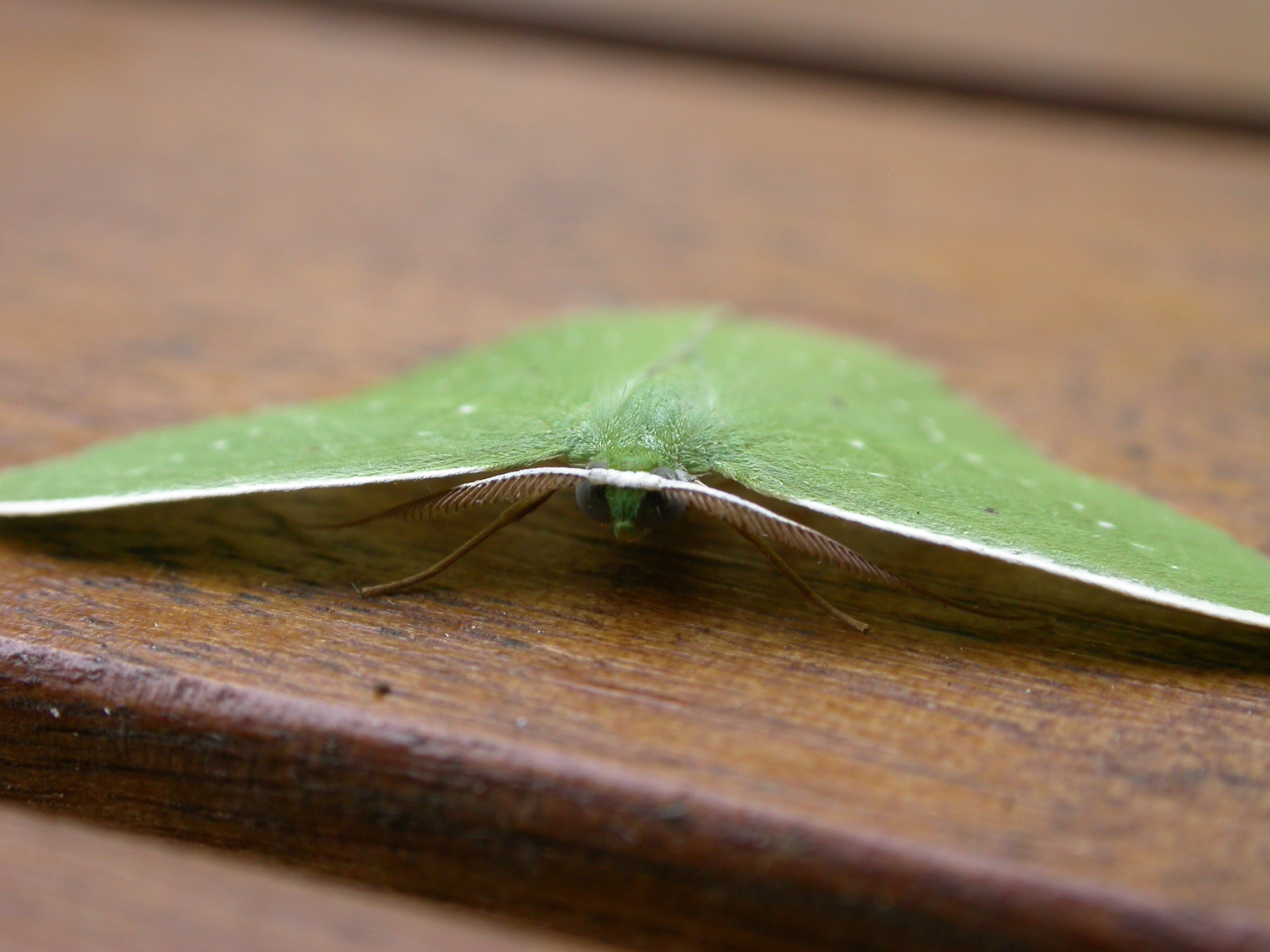